# Heliophanus tricinctus
Heliophanus tricinctus este o specie de păianjeni din genul Heliophanus, familia Salticidae, descrisă de Koch C.L., 1837. Conform Catalogue of Life specia Heliophanus tricinctus nu are subspecii cunoscute.